# Ibn Zajdun
Abu al-Walid Ahmad ibn Zajdun al-Machzumi (arab. أبو الوليد أحمد بن زيدون المخزومي, ur. 1003 w Kordobie, zm. 1071) – arabski poeta z Andaluzji.
Sprawował godność wezyra. Był najwybitniejszym klasycznym poetą Andaluzji. Pisał wiersze miłosne adresowane do umajjadzkiej księżniczki i poetki Al-Wallady, a także utwory satyryczne. Pozostawił obszerny dywan wierszy, będący cennym dokumentem jego epoki.